# Jean-Augustin Barral

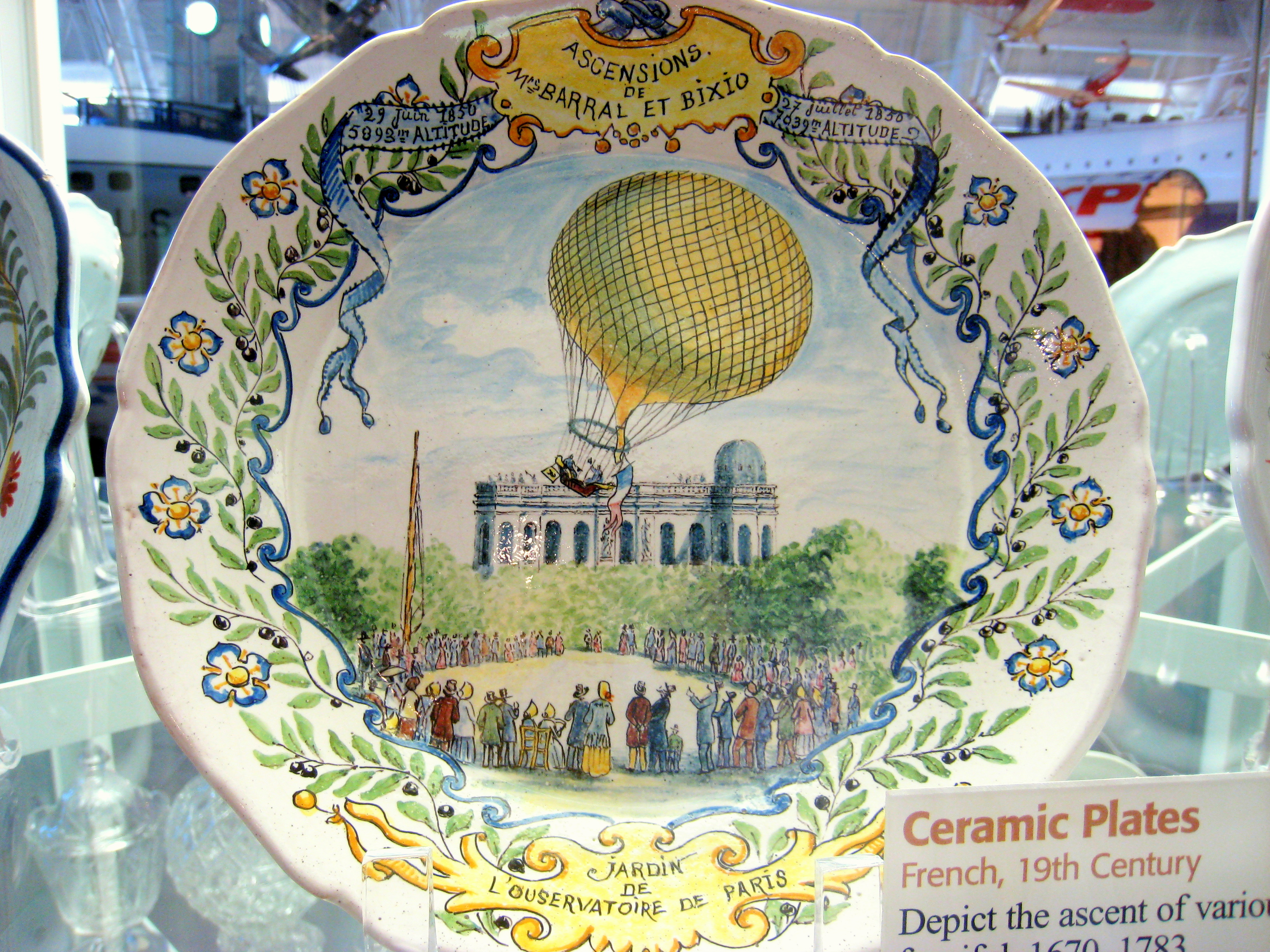
Barral i l'ascensió en globus amb Bixio de 1850

Jean-Augustin Barral (31 de gener de 1819 – 10 de setembre de 1884) va ser un agrònom i pilot de globus arostàtics francès.
Barral nasqué a Metz (Moselle). Estudià a l'Escola politècnica i esdevingué un físic i professor de química i agronomia. Va escriure moltes obres sobre ciència popular, especialment en agricultura i irrigació. Morí a Fontenay-sous-Bois.
Va ser amic de Jacques Alexandre Bixio.
El seu nom apareix inscrit a la Torre Eiffel.

## Algunes obres
- L'Agriculture, les prairies et les irrigations de la Haute-Vienne, Imprimerie nationale, 1884
- Les Irrigations dans le département de Vaucluse : rapport sur le concours ouvert en 1877 pour le meilleur emploi des eaux d'irrigation, Imprimerie nationale, 1878
- Les Irrigations dans le département des Bouches-du-Rhône : rapport sur le concours ouvert en 1875 pour le meilleur emploi des eaux d'irrigation, Imprimerie nationale, 1876
- Avenir de grandes exploitations agricoles établis sur les côtes du Vénézuéla, 1881